# Carolina Sweets
Carolina Sweets (Champaign, Illinois; 29 de septiembre de 1996) es una actriz pornográfica y modelo erótica estadounidense.

## Biografía
Carolina Sweets, nombre artístico de Madelyn Leonard, nació en septiembre de 1996 en Champaign, ciudad ubicada en el condado homónimo del estado estadounidense de Illinois. Abandonó la escuela secundaria sin llegar a graduarse. Pasó a trabajar en una granja de caballos para más tarde iniciarse como modelo de cámara web.
Comenzó su carrera en la industria del cine para adultos en mayo de 2016, a los 19 años, rodando sus primeras escenas en Florida. Como actriz, ha trabajado con estudios como Tushy, Zero Tolerance, Hustler, Evil Angel, Jules Jordan Video, Wicked Pictures, Brazzers, Reality Kings, Mofos, New Sensations, Girlfriends Films, Kink.com, Twistys, Vixen o Naughty America.
En mayo de 2017, apareció en la portada del magacín Barely Legal. En noviembre de 2018 deja su primera agencia y pasó a ser representada por OC Modeling. En 2019 grabó su primera escena de sexo anal para First Anal 8, del estudio Tushy.
En 2019 consiguió sus primeras nominaciones en los Premios AVN en las categorías de Mejor escena de sexo chico/chica por Split Screen y de Mejor escena de sexo en grupo por Future Darkly. Así mismo consiguió otras dos nominaciones en los Premios XBIZ a la Mejor escena de sexo en película tabú por Stepdad Seduction 4 y a la Mejor escena de sexo en película de todo sexo, también por Split Screen.
Ha rodado más de 470 películas como actriz.

## Premios y nominaciones
| Año  | Ceremonia    | Resultado | Premio                                        | Trabajo             |
| ---- | ------------ | --------- | --------------------------------------------- | ------------------- |
| 2019 | Premios AVN  | Nominada  | Mejor escena de sexo chico/chica              | Split Screen        |
| 2019 | Premios AVN  | Nominada  | Mejor escena de sexo en grupo                 | Future Darkly       |
| 2019 | Premios XBIZ | Nominada  | Mejor escena de sexo en película tabú         | Stepdad Seduction 4 |
| 2019 | Premios XBIZ | Nominada  | Mejor escena de sexo en película de todo sexo | Split Screen        |
| 2019 | Premios XRCO | Nominada  | Teen Dream                                    | —                   |
| 2020 | Premios AVN  | Nominada  | Premio fan: Social Media Star                 | —                   |